# Skála ÍF

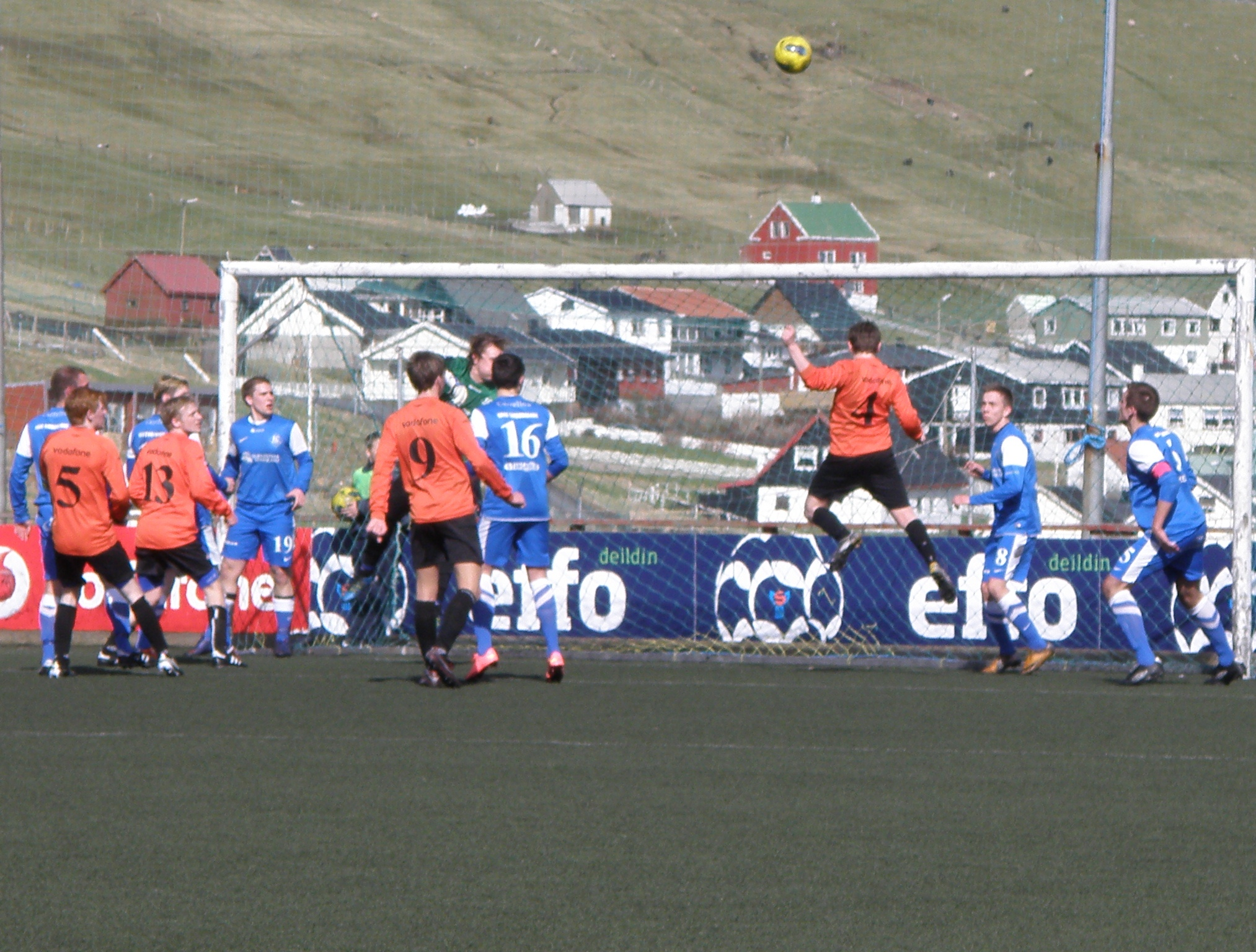
Skála vs. FC Suðuroy tại Cúp bóng đá Quần đảo Faroe 2012

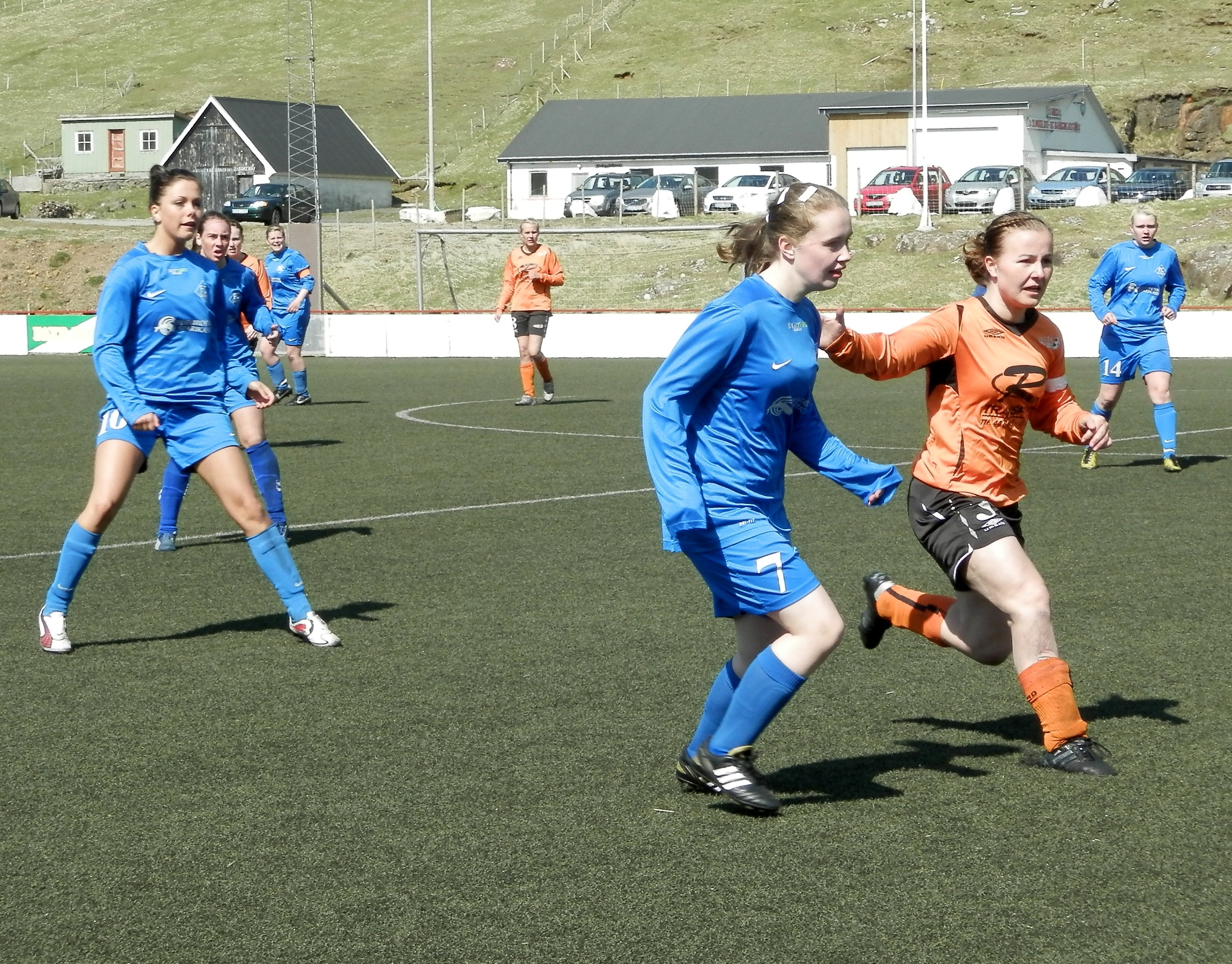
Skála cũng có một đội bóng ở giải đấu nữ cao nhất, ở đây đang thi đấu với FC Suðuroy.

Skála Ítróttarfelag (Skála ÍF) là một câu lạc bộ bóng đá Quần đảo Faroe đến từ Skáli, thuộc khu tự quản Runavík. Câu lạc bộ được thành lập ngày 15 tháng 5 năm 1965. Năm 2015, đội bóng thi đấu ở 1. deild,, là giải đấu cao thứ hai của bóng đá Quần đảo Faroe.
Mùa giải 2005 là mùa giải thành công nhất trong lịch sử câu lạc bộ khi Skála xếp thứ hai chung cuộc và được quyền tham gia Cúp UEFA 2006–07.

## Danh hiệu
- 1. deild: 1
  - 2015.
- 2. deild: 3
  - 1998, 2000, 2010.

## Đội hình hiện tại
Tính đến 16 tháng 3 năm 2016.
Ghi chú: Quốc kỳ chỉ đội tuyển quốc gia được xác định rõ trong điều lệ tư cách FIFA. Các cầu thủ có thể giữ hơn một quốc tịch ngoài FIFA.
| Số | VT | Quốc gia       | Cầu thủ                        |
| -- | -- | -------------- | ------------------------------ |
| 1  | TM | Hungary        | András Gángó                   |
| 3  | HV | Quần đảo Faroe | Petur Pauli Mikkelsen          |
| 4  | HV | Quần đảo Faroe | Jákup Jacobsen                 |
| 5  | TV | Quần đảo Faroe | Teitur R. Joensen (đội trưởng) |
| 7  | HV | Quần đảo Faroe | Ólavur Mikkelsen               |
| 8  | TV | Quần đảo Faroe | Andras Frederiksberg           |
| 9  | TV | Thụy Điển      | Rasmus Andersson               |
| 10 | TV | Quần đảo Faroe | Jákup Johansen                 |
| 11 | TV | Quần đảo Faroe | Holgar Durhuus                 |

| Số | VT | Quốc gia       | Cầu thủ                |
| -- | -- | -------------- | ---------------------- |
| 12 | TM | Quần đảo Faroe | Rógvi Ryggshamar       |
| 14 | TV | Quần đảo Faroe | Hendrik á Fríðriksmørk |
| 15 | TV | Quần đảo Faroe | Karstin Justesen       |
| 17 | TĐ | Quần đảo Faroe | Uni Jacobsen           |
| 20 | TV | Quần đảo Faroe | Edvin Jacobsen         |
| 21 | TĐ | Quần đảo Faroe | Brian Jacobsen         |
| 23 | TV | Quần đảo Faroe | Poul N. Poulsen        |
| 24 | TV | Quần đảo Faroe | Pætur D. Jacobsen      |

## Thành tích tại giải đấu UEFA
| Giải đấu      | Số trận | T | H | B | BT | BB |
| ------------- | ------- | - | - | - | -- | -- |
| Cúp UEFA      | 2       | 0 | 0 | 2 | 0  | 4  |
| Cúp Intertoto | 2       | 0 | 0 | 2 | 0  | 3  |

| Mùa giải | Giải đấu      | Vòng đấu           | Đối thủ        | Kết quả  |
| -------- | ------------- | ------------------ | -------------- | -------- |
| 2005     | Cúp Intertoto | Vòng Một           | Tampere United | 0–2, 0–1 |
| 2006–07  | Cúp UEFA      | Vòng loại thứ nhất | Start          | 0–1, 0–3 |

Kết quả sân nhà được in đậm.

## Huấn luyện viên
- John Petersen (2007–08)